# Ornipresin
Ornipresin je vazokonstriktor, hemostatik i renalni agens. On je sintetički analog of vazopresina sa ornitinom u poziciji 8 cikličnog nonapeptida.

## Literatura
1. ↑   уреди
2. ↑  Evan E. Bolton; Yanli Wang; Paul A. Thiessen; Stephen H. Bryant (2008). „Chapter 12 PubChem: Integrated Platform of Small Molecules and Biological Activities”. Annual Reports in Computational Chemistry. 4: 217—241. doi:10.1016/S1574-1400(08)00012-1.
3. ↑  H. Fruhstofer, M.D., M. Heisler, M.D. (1994). „Dose-response relation of ornipressin with regard to vasoconstriction in human skin”. Br. J. Anaesth. 73 (2): 220—224. doi:10.1093/bja/73.2.220.
4. ↑  Marc De Kock, MD, Pierre-Francois Laterre, MD, Patricia Andruetto, MD, Lionel Vanderessen, MD, Sylvie Dekrom, MD, Bernard Vanderick, MD and  Patricia Lavand’homme, MD (јун 2000). „Ornipressin (Por 8): An Efficient Alternative to Counteract Hypotension During Combined General/Epidural Anesthesia”. Anesthesia & Analgesia. 90 (6): 1301—1307.

## Spoljašnje veze
|  | Molimo Vas, obratite pažnju na važno upozorenje u vezi sa temama iz oblasti medicine (zdravlja). |